# Cyrtodactylus irianjayaensis
Cyrtodactylus irianjayaensis es una especie de gecos de la familia Gekkonidae.

## Distribución geográfica
Es endémica de la isla de Salawati, en las islas Raja Ampat (Indonesia).